# Viktor Amadeo III.
Viktor Amadeo III. (tal. Vittorio Amadeo Maria) (Torino, 26. lipnja 1726. – Moncalieri,
kraj Torina, 16. listopada 1796.), sardinski kralj i savojski vojvoda od 1773. godine do smrti. Bio je neuspješan kao vladar. Nasljedila su ga trojica sinova.

## Životopis
Sin je i nasljednik kralja Karla Emanuela III. iz Savojske dinastije. Za vrijeme Francuske revolucije pridružio se rojalističkim snagama u Francuskoj zbog čega je došao u konflikt s Prvom Francuskom Republikom. Premda je imao nekih ratnih uspjeha, Napoleonova vojna kampanja natjerala ga je da potpiše mirovni sporazum s Francuzima i preda im 1796. godine baštinski posjed Savoju i Nicu te uz to, omogući slobodan prolaz francuske vojske kroz Pijemont.